# تشارلز الكسندر (شاعر)
تشارلز الكسندر (بالإنجليزية: Charles Alexander)‏ هو شاعر أمريكي، ولد في 1957 في هونولولو في الولايات المتحدة.